# Єжов Данило Миколайович
Данило Миколайович Єжов (рос. Даниил Николаевич Ежов; 1 січня 1986, Камишин, РРФСР — 9 серпня 2024, Роботине, Україна) — російський військовик, сержант ПДВ РФ. Герой Російської Федерації.

## Біографія
В 2003-2005 роках навчався у Волгоградській академії Міністерства внутрішніх справ. Після відрахування з академії в 2005 році був призваний на строву службу в ЗС РФ, яку проходив на військовому аеродромі в Ростовській області. Після звільнення повернувся в рідне місто, працював в будівельній сфері.
В 2016 році підписав контракт з ЗС РФ і був направлений в 7-му десантно-штурмову дивізію, служив в 56-й окремій десантно-штурмовій бригаді (з 2021 року — 56-й десантно-штурмовий полк) в Камишині. Учасник збройного конфлікту на Північному Кавказі.
З 24 лютого 2022 року брав участь у вторгненні в Україну, командир відділення свого полку. Восени 2022 року поранений на Херсонському напрямку. В червні 2023 року повернувся на фронт. Загинув у бою.

## Нагороди
- Медаль Суворова (2022)
- Інші медалі
- Звання «Герой Російської Федерації» (6 вересня 2024, посмертно)

## Пам'ять
Ім'я Єжова внесене у волгоградський Зал військової та трудової слави.